# 帕爾默鎮區 (明尼蘇達州舍本縣)
帕爾默鎮區（英語：Palmer Township）是位於美國明尼蘇達州舍本縣的一個行政鎮區。

## 地方資料
帕爾默鎮區的面積為94.53平方千米，當中陸地面積為90.04平方千米，而水域面積為4.49平方千米。根據2020年美國人口普查的數據，當地共有人口2517人，而人口密度為每平方千米26.63人。